# Andrew Lauterstein
Andrew Lauterstein (n. 22 mai 1987, Melbourne, Victoria, Australia) este un înotător ce a reprezentat Australia, medaliat olimpic. A participat la o ediție a Jocurilor Olimpice (2008) în care a câștigat două medalii de argint și două medalii de bronz.